# Brecknockshire
Pour les articles homonymes, voir Brecon (homonymie) et Brecknock (homonymie).
Sir Frycheiniog

Le Brecknockshire dans le découpage des comtés administratifs du pays de Galles en 1974.

Le Brecknockshire (appellation anglaise) ou Sir Frycheiniog (appellation galloise), également connu sous les noms de comté de Brecknock, Breconshire ou de comté de Brecon est un comté historique du pays de Galles. 
Érigé au moment de l’incorporation du pays de Galles dans le système juridique et administratif anglais en 1535, le territoire devient une zone de gouvernement local sous le statut de comté administratif en 1889, avec un conseil élu et la ville de Brecon comme chef-lieu. Échelon de premier niveau dans le découpage territorial, le comté comprend alors 11 districts au niveau inférieur. Il est aboli en 1974 par le Local Government Act 1972.
Il correspond actuellement à la partie méridionale du Powys.

## Géographie
Il est divisé en six hundreds : Builth, Crickhowell, Devynnock, Merthyr, Penkelly et Talgarth. Brecknock est le seul borough du comté.

## Toponymie
Le comté tire son nom de la ville de Brecon, archaïquement connue sous le nom de Brecknock.

## Histoire
Le comté est créé par la loi dite « Laws in Wales Act » de 1535.
En 1889, il devient un comté administratif (administrative county) administré par un conseil (county council) élu et siégeant à Brecon. Son territoire est réduit : des aires industrialisées du sud du comté — Beaufort, Dukestown, Llechryd et Rassau — sont transférées au Monmouthshire. 
En 1974, il est partiellement incorporé, avec le Montgomeryshire et le Radnorshire, dans le nouveau comté administratif du Powys. Le reste de son territoire est attribué au Mid Glamorgan (paroisses de Penderyn et de Vaynor, dans le district rural de Penderyn et Vaynor) et au Gwent (district urbain de Brynmawr et paroisse de Llanelly, dans le district rural de Crickhowell). 
En 1996, le Powys devient une zone principale. Le district est dissous.